# 5248 Scardia
5248 Scardia è un asteroide della fascia principale. Scoperto nel 1983, presenta un'orbita caratterizzata da un semiasse maggiore pari a 2,2199961 UA e da un'eccentricità di 0,1714713, inclinata di 0,35300° rispetto all'eclittica.